# Faglia di Pescadero
La faglia di Pescadero è una delle faglie trasformi a movimento laterale destro presenti sul fondale marino della regione meridionale del Golfo di California, nell'Oceano Pacifico, al largo della costa dello stato messicano di Sinaloa.
La faglia fa parte della zona di rift del Golfo di California, l'estensione settentrionale della dorsale del Pacifico orientale, e collega tra loro il bacino di Pescadero, a nord, e il bacino di Alarcón, a sud.